# Palicourea pulchra
Palicourea pulchra är en måreväxtart som beskrevs av August Heinrich Rudolf Grisebach. Palicourea pulchra ingår i släktet Palicourea och familjen måreväxter.
Artens utbredningsområde är Jamaica. Inga underarter finns listade i Catalogue of Life.